# Dorfkirche Mügeln

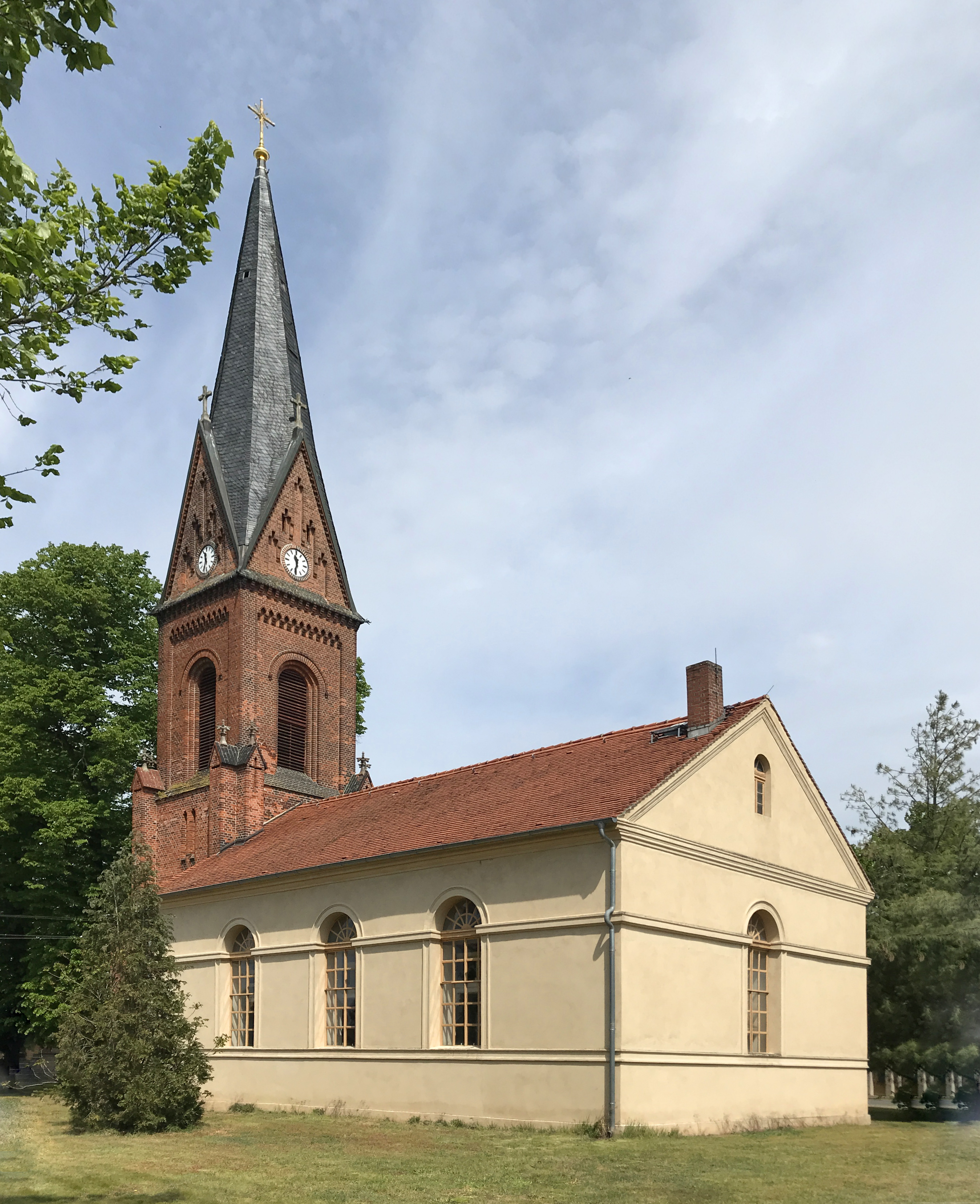
Dorfkirche Mügeln

Die evangelische Dorfkirche Mügeln ist eine Saalkirche im Rundbogenstil in Mügeln, einem Stadtteil der Stadt Jessen (Elster) im Landkreis Wittenberg in Sachsen-Anhalt. Die Kirchengemeinde Mügeln gehört zum Evangelischen Kirchenkreis Wittenberg der Evangelischen Kirche in Mitteldeutschland.

## Lage
Die Landstraße 113 führt als Mügelner Hauptstraße von Westen kommend in südöstlicher Richtung durch den Ort. Im historischen Zentrum spannt die nördlich verlaufende Ulmenstraße einen ellipsenförmigen Dorfanger auf. Die Kirche steht leicht nach Osten ausmittig auf dieser Fläche, die nicht eingefriedet ist.

## Baubeschreibung

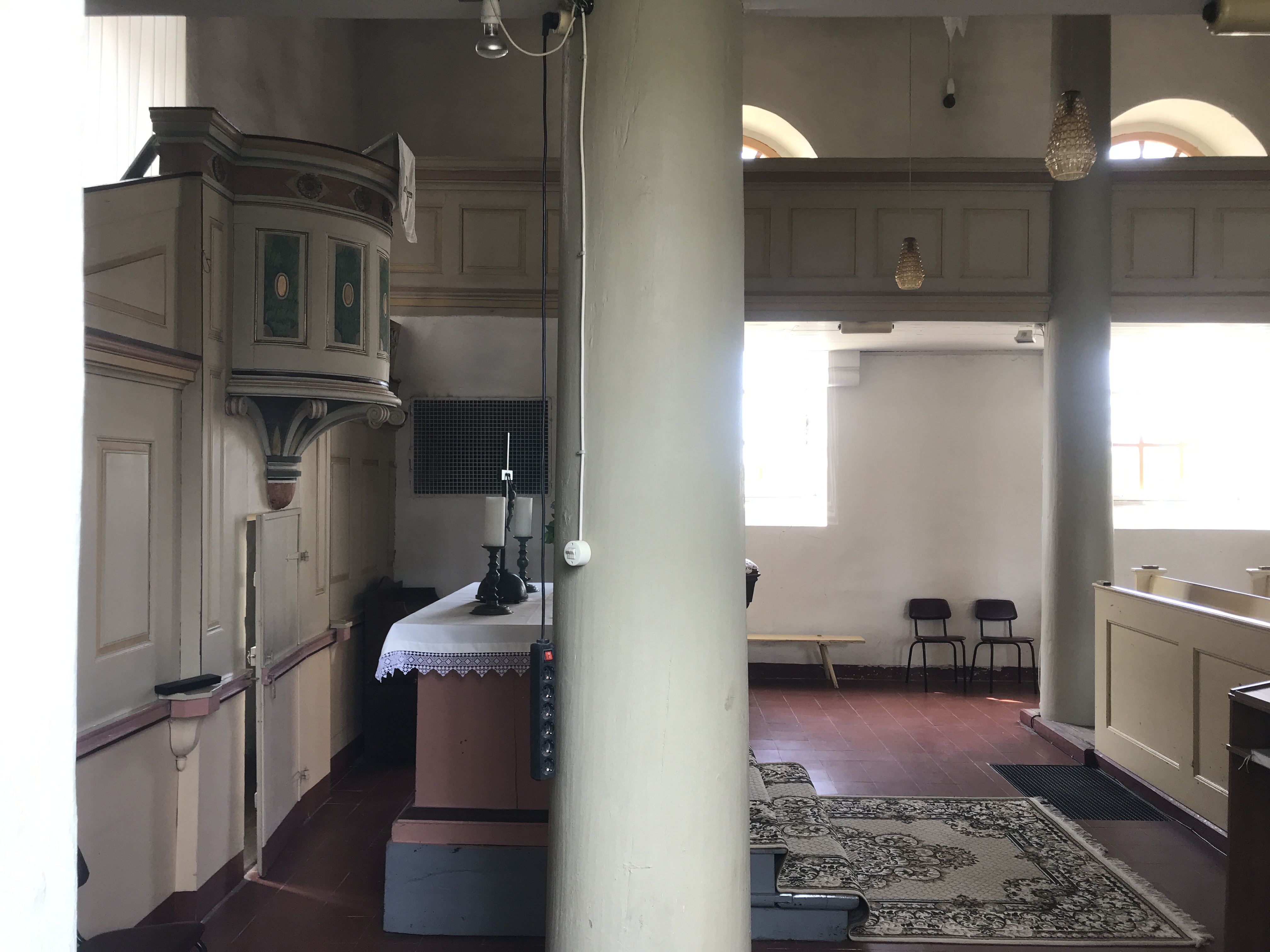
Blick ins Kirchenschiff

Das Bauwerk entstand im Wesentlichen aus Mauersteinen, die anschließend verputzt wurden. Der Chor ist gerade und nicht eingezogen. An der Ostseite ist ein großes Rundbogenfenster. Die Fassade wurde durch zwei Gesimse optisch gegliedert. Eines liegt unterhalb der Fensterbank des Rundbogenfensters, das zweite schneidet den Rundbogen. Zusätzlich wurde die Form des Fensters durch eine aufgeputzte Fasche weiter betont. Ein weiteres Gesims trennt den ebenfalls verputzten Giebel. Hier befindet sich ein kleines Rundbogenfenster.
Das Kirchenschiff hat einen rechteckigen Grundriss. Die Nord- und Südseite sind schlicht gestaltet. In den Langwänden sind je vier große Rundbogenfenster verbaut, die ebenfalls mit zwei Gesimsen und Faschen verziert sind.
Der Westturm besteht aus rötlichen Mauersteinen und ist gegenüber dem Schiff eingezogen. Er kann durch ein großes Portal von Westen her betreten werden. Oberhalb der Pforte ist ein Medaillon, das Jesus Christus zeigt. Seitlich sind zwei kleinere Anbauten mit je einer weiteren Pforte. Die Ecken des Turms wurden mit Lisenen verziert, die im oberen Geschoss in kleine Fialen übergehen. Darüber sind an jeder Seite eine große und rundbogenförmige Klangarkade. Darüber erhebt sich der achtfach geknickte Turmhelm, in dessen Giebeln je eine Turmuhr und mehrere blendenförmige Kreuze verbaut wurden. Der Turm selbst schließt mit einer Turmkugel und Kreuz ab.

## Orgel
Die Orgel, ursprünglich 1885 von Conrad Geißler geschaffen und im 20. Jahrhundert pneumatisiert, wurde 2012 durch die Orgelbau- und Restaurierungswerkstatt Rainer Wolter restauriert und re-mechanisiert.